# Franck Piccard
Pour l’article ayant un titre homophone, voir Franck Picard.
Pour les articles homonymes, voir Piccard.
Franck Piccard, né le 17 septembre 1964 aux Saisies (Savoie), est un skieur alpin français, premier champion olympique de super-G de l'histoire en 1988 à Calgary. Il est seul champion olympique français de cette discipline, et a également remporté la médaille olympique de bronze de descente en 1988, puis celle d'argent en 1992. Il fut l'un des quatre membres de l'équipe des « top guns » formée et entrainée par Serge Guillaume en marge des infrastructures de la fédération française de ski alpin de 1987 à 1991, avec Luc Alphand, Jean-Luc Crétier et Denis Rey.
Dans son livre, Petites chroniques d'un champion olympique, éd. les Passionnés de bouquins en 2018, il raconte ses souvenirs d'olympiades et revient notamment sur l'impact positif de cette équipe des « top guns » dans la construction de ses victoires et d'une approche plus moderne de la compétition.
Après sa retraite de la compétition, il se met à pratiquer le ski de fond, par passion.

## Palmarès

### Jeux olympiques d'hiver
| Épreuve / Édition | Calgary 1988 | Albertville 1992 | Lillehammer 1994 |
| Descente          | Bronze       | Argent           | -                |
| Super G           | Or           | Ab.              | 23e              |
| Slalom géant      | -            | 18e              | 13e              |

### Championnats du monde
| Épreuve / Édition | Bormio 1985 | Crans Montana 1987 | Vail 1989 | Saalbach 1991 | Sierra Nevada 1996 |
| Descente          | 15e         | -                  | -         | 15e           | -                  |
| Super G           |             | 10e                | 10e       | Bronze        | -                  |
| Slalom géant      | -           | -                  | -         | 13e           | 15e                |
| Combiné           | 6e          | 10e                | -         | -             | -                  |

### Coupe du monde
- Meilleur résultat au classement général : 7e en 1988
  - 4 victoires : 1 descente, 2 super-G et 1 géant

#### Différents classements en Coupe du monde
| Année/Classement | Général | Général | Descente | Descente | Géant  | Géant  | Super-G | Super-G | Combiné | Combiné |
| Année/Classement | Class.  | Points  | Class.   | Points   | Class. | Points | Class.  | Points  | Class.  | Points  |
| ---------------- | ------- | ------- | -------- | -------- | ------ | ------ | ------- | ------- | ------- | ------- |
| 1984             | 67e     | 12      | -        | -        | 26e    | 12     | -       | -       | -       | -       |
| 1985             | 45e     | 31      | 28e      | 8        | 32e    | 11     | -       | -       | 18e     | 12      |
| 1986             | 30e     | 62      | 24e      | 21       | 27e    | 7      | 19e     | 10      | 14e     | 24      |
| 1987             | 55e     | 16      | -        | -        | 31e    | 4      | 21e     | 12      | -       | -       |
| 1988             | 7e      | 123     | 10e      | 42       | -      | -      | 3e      | 54      | 3e      | 27      |
| 1989             | 16e     | 82      | 19e      | 21       | 25e    | 6      | 3e      | 49      | 20e     | 6       |
| 1990             | 14e     | 101     | 13e      | 27       | 25e    | 12     | 4e      | 52      | 7e      | 10      |
| 1991             | 18e     | 66      | 21e      | 11       | 13e    | 28     | 4e      | 27      | -       | -       |
| 1992             | 21e     | 387     | 29e      | 65       | 8e     | 205    | 15e     | 117     | -       | -       |
| 1993             | 39e     | 209     | 35e      | 61       | 12e    | 119    | 39e     | 29      | -       | -       |
| 1994             | 13e     | 516     | 33e      | 62       | 3e     | 414    | 53e     | 3       | -       | -       |
| 1995             | 62e     | 73      | 54e      | 1        | 21e    | 69     | 53e     | 3       | -       | -       |
| 1996             | 70e     | 75      | -        | -        | 24e    | 75     | -       | -       | -       | -       |

#### Détail des victoires
| Saison / Épreuve | Descente   | Super G      | Géant  | Total |
| 1988             | -          | Beaver Creek | -      | 1     |
| 1990             | Schladming | -            | -      | 1     |
| 1991             | -          | Valloire     | -      | 1     |
| 1994             | -          | -            | Sölden | 1     |
| Total            | 1          | 2            | 1      | 4     |

### Arlberg-Kandahar
- Meilleur résultat : 4e place dans le combiné 1985 à Garmisch

### Championnats de France
- Champion de France de Super G en 1987
- Champion de France de Slalom Géant en 1993
- Double Champion de France du Combiné en 1985 et 1990

## Autres
- Champion du monde junior de descente en 1982
- Participation aux championnats de France long distance ski de fond (2006-2009)
- Chevalier de la légion d'honneur
- Depuis sa retraite sportive, il prodigue ses conseils dans le magasin de sports familial aux Saisies.
- Il a obtenu le Prix de la ville de Paris, décerné par l'Académie des sports, en 1988.
- Sa sœur Leïla Piccard fut aussi skieuse médaillée au Championnat du monde de Sestrière en 1997
- Ses 3 frères Ian, John et Jeff ont été membres de l'équipe de France de ski alpin, ont remporté des titres de Champion de France (Ian et John) et participé aux Jeux Olympiques (Ian en 1994 et 1998)
- Son petit frère Ted Piccard a participé aux Jeux olympiques de Vancouver en 2010 (skicross).
- En 2018 il publie son premier livre: Petites chroniques d'un champion olympique.